# 台湾膜蕨
台湾膜蕨（学名：Hymenophyllum devolii），又名隶氏膜蕨，为膜蕨科膜蕨属下的一个种。

## 扩展阅读
- 維基物種上的相關：台湾膜蕨